# Sasang-gu (Busan)
Sasang-gu es un distrito en el centro de Busan, Corea del Sur. Tiene una superficie de 35,84 kilómetros ², y una población de alrededor de 275.000. Sasang-gu se convirtió en una gu de Busan en 1995.

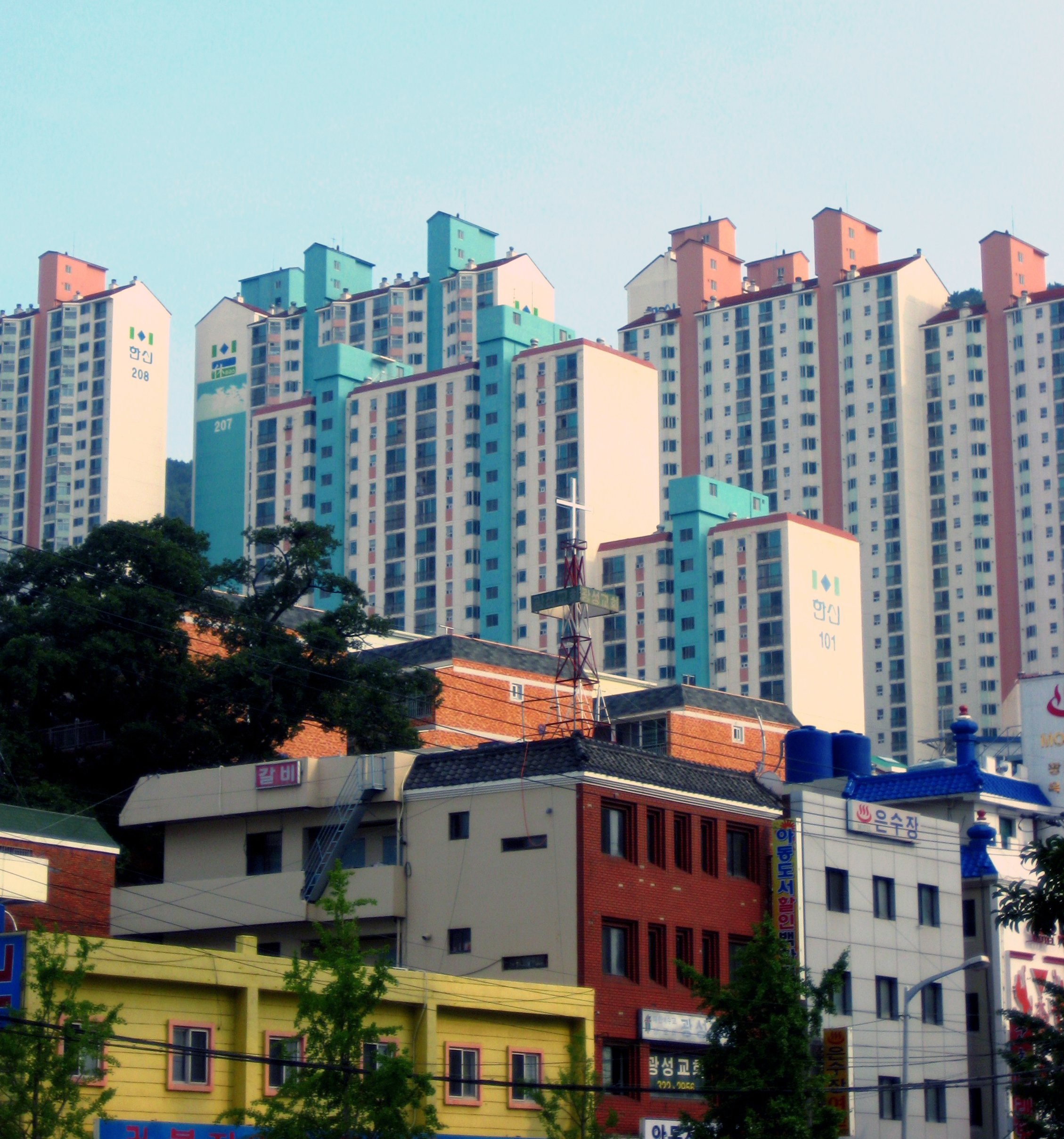
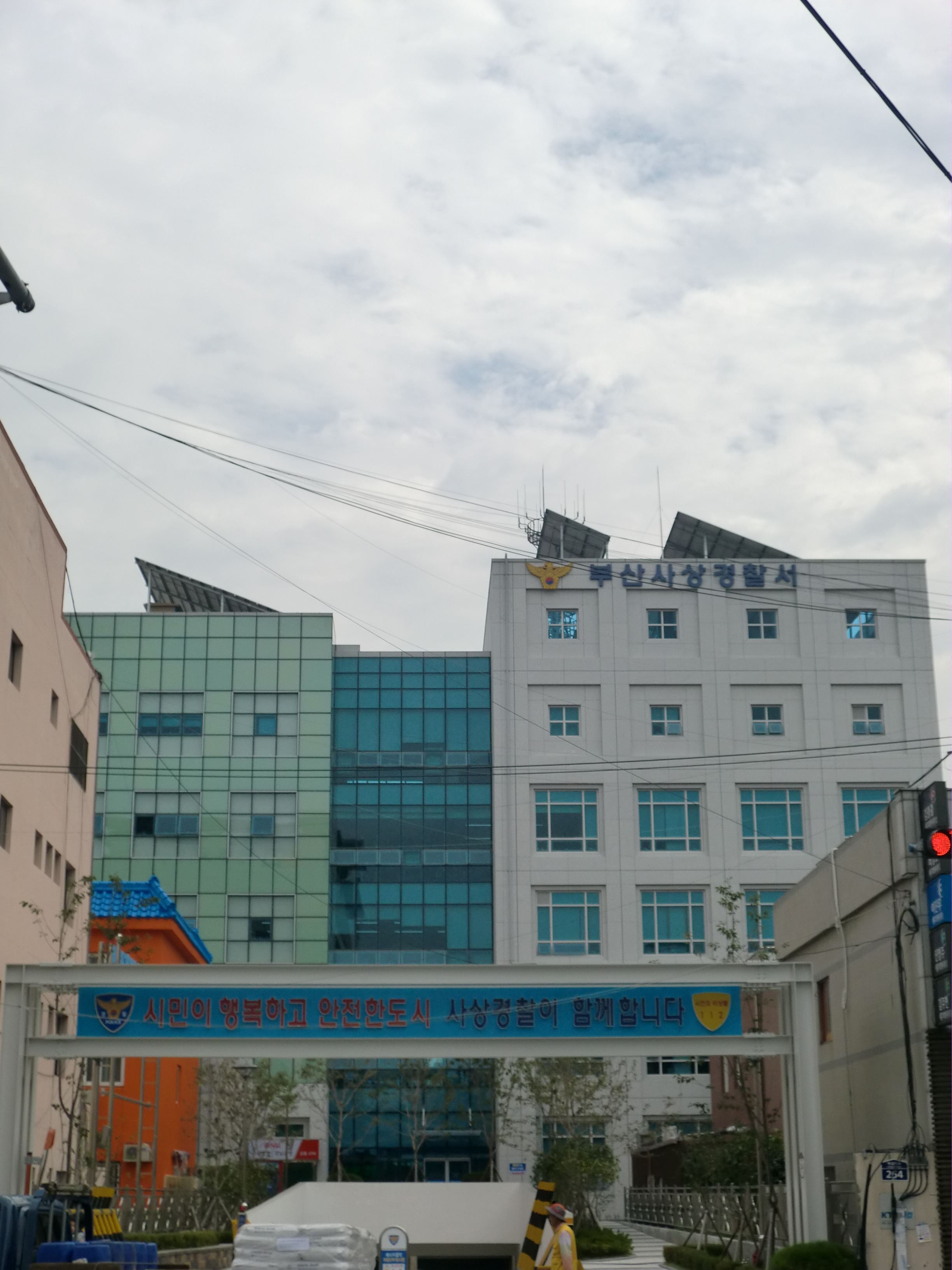
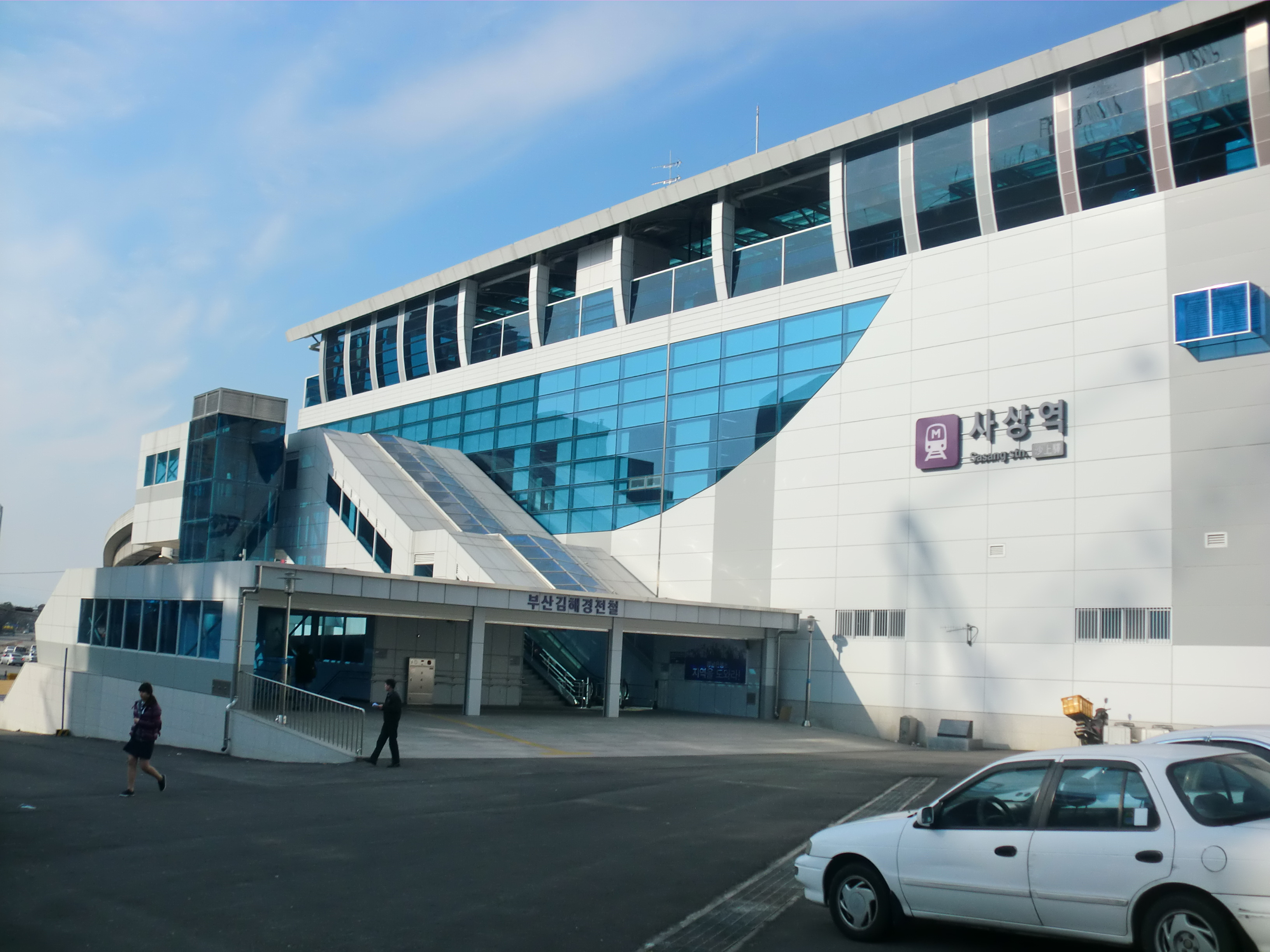

## Divisiones administrativas
Sasang-gu se divide en 8 jurídica Dong, que comprenden en total 14 administrativa Dong, de la siguiente manera:
- Mora-dong (3 administrativa dong)
- Deokpo-dong (2 administrativa dong)
- Jurye-dong (3 administrativa dong)
- Samnak-dong
- Gwaebeop-dong
- Hakjang-dong
- Eomgung-dong
- Gamjeon-dong (2 administrativa dong)